# فدریکو جنتیله (بازیکن فوتبال)
فدریکو جنتیله (انگلیسی: Federico Gentile؛ زادهٔ ۲۷ ژانویهٔ ۱۹۸۵) بازیکن فوتبال اهل ایتالیا است.